# Starnberg járás
Starnberg járás egy járás Bajorországban. Starnberg járás Landsberg am Lech, Weilheim-Schongau, Bad Tölz-Wolfratshausen, München, Fürstenfeldbruck, Weilheim és Wolfratshausen járásokkal határos. Lakosainak száma 108 887 fő (1987. május 25.).

## Népesség
A járás népessége az elmúlt években az alábbi módon változott:
| Lakosok száma | 17 980 | 27 950 | 63 009 | 86 672 | 108 887 | 129 530 | 130 811 | 133 621 | 134 732 | 135 545 |
|               | 1900   | 1925   | 1950   | 1970   | 1987    | 2012    | 2013    | 2015    | 2016    | 2017    |